# يوأنس التاسع عشر (بابا الإسكندرية)
البابا يوأنس (يوحنا) التاسع عشر بابا الإسكندرية وبطريرك الكنيسة القبطية الارثوذكسيه رقم 113 (1928 - 1942).
كان مطران البحيرة قبل أن يصبح البابا، وهو أول أسقف / مطران أبرشيه يصبح البابا في تاريخ الكنيسة القبطية الأرثوذكسيه، وقبله تقليد لتسمية راهب إلى الموقف البابوي
ويرى البعض أن اختيار اسقف / مطران ابرشيه يصبح البابا مخالف 15 من مجمع نيقيه والمجالس الكنسيه الأخرى لان البابا الاسقف) هو أسقف مدينة الإسكندرية
هذه المساله تسبب النزاع الدائر منذ عام 1928 في الكنيسة القبطية.

## رئيس دير البراموس ورئيس ديرالانبا بيشوى
وُلد بقرية دير تاسا التابعة لمركز ساحل سليم (مركز البداري سابقا) باسم حنا بمحافظة أسيوط سنة 1858م، وترهب في دير البراموس ثم رسمه البابا كيرلس الخامس سنة 1878م قمصًا ورئيسًا لدير البراموس، واستمر ما يقرب من عشرة سنوات يدير الدير بهمةٍ ونشاطٍ.

## مطران البحيرة
في سنة 1887م رُسِم مطرانًا للبحيرة باسم الأنبا يوأنس، وأضيفت إليه المنوفية بعد وفاة مطرانها. ثم عين وكيلاً للكرازة المرقسية واهتم بأن يكون بكل كنيسة جديدة أوقافًا خاصة للصرف من ريعها عليها، وضم أطيانًا للبطريركية بالإسكندرية. كما اهتم بالعلم والتعليم بالإسكندرية، فأصبحت المدارس المرقسية الكبرى من أكبر المدارس بالثغر

## بابا الإسكندرية
بعد نياحة البابا كيرلس الخامس صار الأنبا يوأنس قائم مقام بطريرك، وبعد أن أصدر الملك فؤاد مللك مصر قرر بتعين الانبا يؤانس مطران البحيرة والمنوفية وكيلا الكرازة المرقسية القبطية الأرثوذكسية تم تجليس البابا يوأنس التاسع عشر في 7 ديسمبر سنة 1928م طبقا ل لانتخابات التي اجريت في ذلك الوقت .

## الندم
بعد أن جلس البابا يوأنس على كرسي مارمرقس أخذ يساوره شيء من الندم والأسى لقبوله منصب البطريركية، إذ كان يرى في نفسه أنه ليس أهلاً لها وأنه خالف القوانين التي تحرم على الأسقف أن ينتقل من كرسي إلى آخر.
| سبقه كيرلس الخامس | بطريرك الإسكندرية 1928- 1942 | تبعه مكاريوس الثالث |